# 日本五针松
日本五葉松（学名：Pinus parviflora），又名日本五針松、五钗松，是松科松属的植物。其种加词“parviflora”意为“小花的”。原產於日本，喜好濕潤的灰化土。它是一種較受歡迎的觀賞植物，曾獲得皇家園藝學會優秀園藝獎。

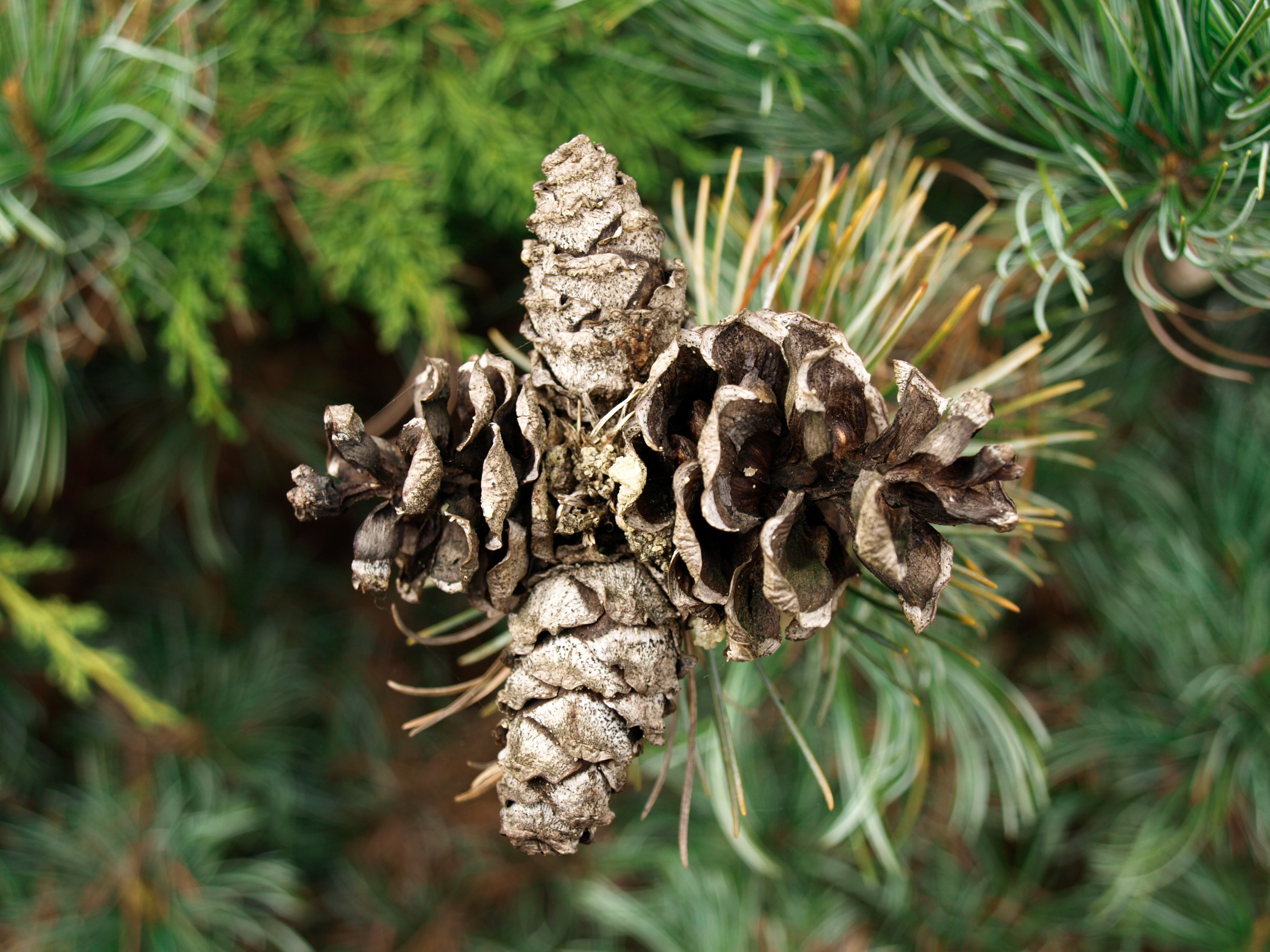
雌果
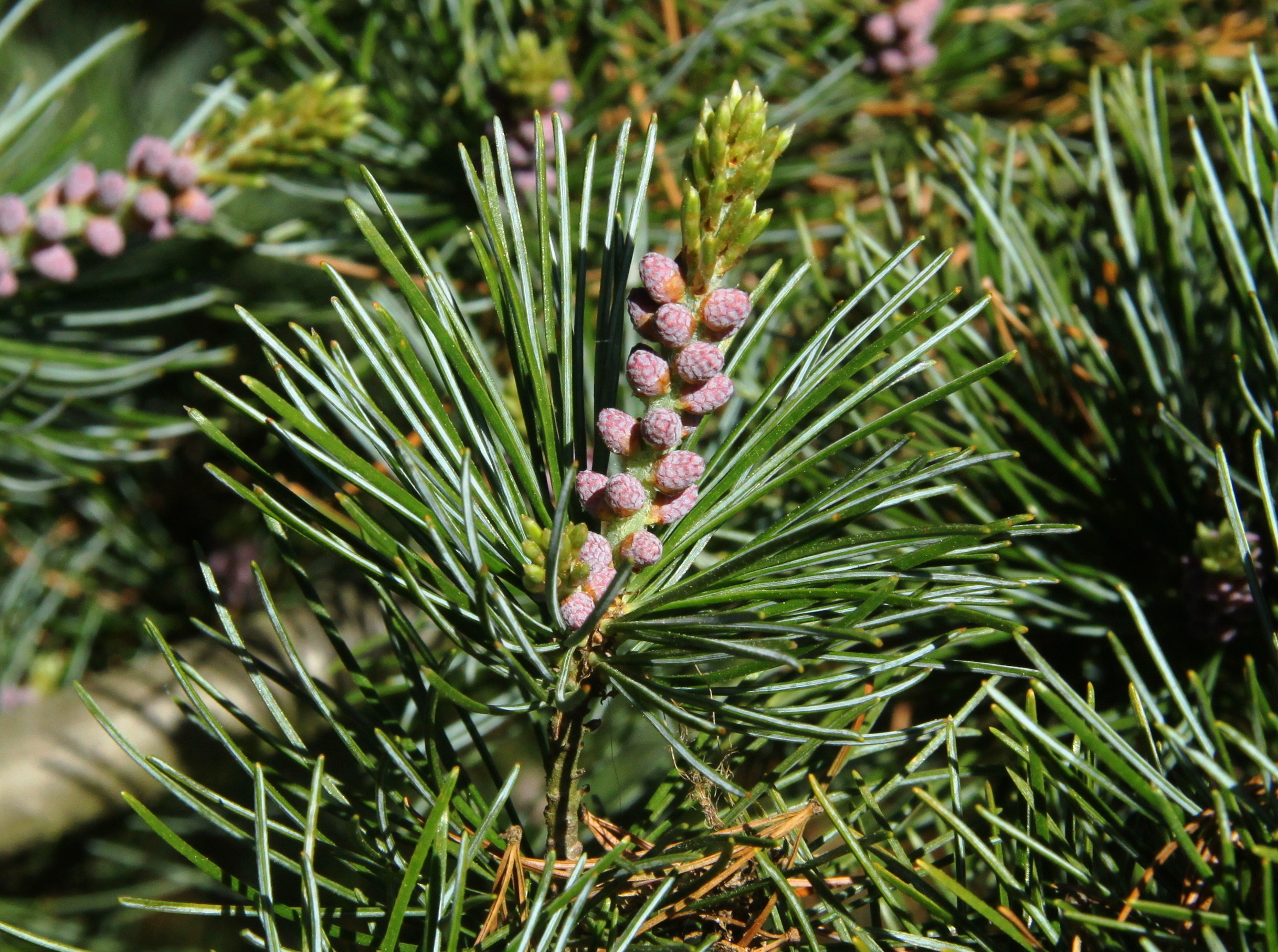
雄果